# Kamerontbinding
Met kamerontbinding of ontbinding van het parlement wordt bedoeld dat (een deel van) de leden van een parlement uit hun functie worden ontslagen en de volksvertegenwoordiging in de betreffende samenstelling ophoudt te functioneren, met nieuwe (vaak vervroegde) verkiezingen tot gevolg. De voortgang is gewaarborgd omdat de ontbinding juridisch in werking treedt op de dag dat de nieuwe parlementsleden zijn benoemd.

## België
In België wordt met kamerontbinding de ontbinding van de Kamer van volksvertegenwoordigers en/of de Senaat bedoeld. De parlementen van de deelstaten, zoals het Vlaams Parlement, zijn zogenaamde legislatuurparlementen; deze kunnen niet ontbonden worden.
Sinds de Eerste Wereldoorlog is het parlement steeds ontbonden geweest, ofwel door een herzieningsverklaring van de Grondwet ofwel door een ontbindingsbesluit, met uitzondering van 1929 (de laatste keer dat er vanuit grondwettelijk oogpunt op een reguliere wijze verkiezingen kwamen).
Na ontbinding worden verkiezingen binnen 40 dagen gehouden en komen de kamers opnieuw bijeen binnen de drie maanden (twee maanden van 1831 tot 2014).

### Beide kamers van rechtswege ontbonden
Er zijn twee gevallen waarin beide Kamers van rechtswege ontbonden worden:
- De troon is onbezet: dit heeft zich nog nooit voorgedaan sinds het ontstaan van België.
- Een herzieningsverklaring van de Grondwet (Art. 195 Gw.): vóór 1954 is dit slechts twee keer voorgekomen, namelijk in 1892 voor de invoering van het algemeen stemrecht, en in 1919. Vanaf 1954 kwamen grondwetsherzieningen regelmatig voor, vanwege voornamelijk de staatshervormingen. In recente jaren is een herzieningsverklaring de gebruikelijke manier om verkiezingen uit te schrijven, zowel aan het gewone einde van de legislatuur als bij een val van de regering. Vanaf 1954 zijn alle verkiezingen voorafgegaan door een herzieningsverklaring behalve 1961, 1971, 1974, 1977 en 1985.

### Ontbindingsbesluit
Daarnaast heeft de koning de bevoegdheid de Kamer(s) te ontbinden bij koninklijk besluit. Zoals elk KB moet het ontbindingsbesluit mede-ondertekend worden door een minister. Terwijl er vroeger wel al eens conflicten waren over hoeveel beslissingsmacht aan de Koning dan wel de regering toekomt, is dit heden in de praktijk volledig een regeringsbevoegdheid.
Een ontbindingsbesluit kon aanvankelijk de Kamer, de Senaat of beide Kamers tezamen ontbinden. Dit gebeurde voor de Kamer al in de allereerste zittingsperiode, bij besluit van 28 april 1833. In de 19de eeuw kwam het vaker voor dat enkel de Kamer of Senaat werd ontbonden, maar later werden ze steeds samen ontbonden. Bij de hervorming van 1993 werd de Grondwet (namelijk Art. 71, voortaan Art. 46) ook aan deze praktijk aangepast: de koning kon voortaan de Kamer ontbinden, wat van rechtswege de ontbinding van de Senaat met zich meebracht. Er kwamen ook voorwaarden die de mogelijkheid om de Kamers te ontbinden beperkten. Sinds de hervorming van 2014 heeft de ontbinding van de Kamer niet meer de ontbinding van de Senaat tot gevolg; deze wordt dan ook niet meer rechtstreeks verkozen.
Sinds 1921 kon de koning bij ontbinding van de Senaat ook de provincieraden ontbinden, aangezien er sindsdien senatoren voor de provincieraden werden aangeduid. Deze bepaling (Art. 56quater) werd weggehaald in 1993, toen de provinciesenatoren werden afgeschaft en de provincieraden aan de gemeenteraden werden gekoppeld in plaats van aan het nationale niveau.

## Nederland

### Procedure
In Nederland wordt met kamerontbinding de ontbinding van de Tweede Kamer of Eerste Kamer bedoeld. Beide kamers kunnen door het staatshoofd, de koning of koningin, worden ontbonden:
Artikel 64 lid 1 Grondwet: Elk der kamers kan bij Koninklijk Besluit worden ontbonden.
Voor het besluit van de koning(in) dragen de ministers uit de regering de verantwoordelijkheid. Men moet onderscheid maken tussen het besluit tot kamerontbinding en de kamerontbinding zelf. Het besluit tot kamerontbinding leidt tot nieuwe verkiezingen. De kamerontbinding zelf gaat pas in op de dag dat de nieuwe kamer bijeenkomt (artikel 64 lid 3 Grondwet).
Doorgaans zit er enige tijd tussen de val van een kabinet en de ondertekening van het ontbindingsbesluit. In het ontbindingsbesluit wordt de dag van kandidaatstelling bepaald. 44 dagen na de dag van kandidaatstelling vindt de stemming plaats, aldus de Kieswet (art. J 1). Artikel 64 van de Grondwet geeft aan dat, in geval van ontbinding, de nieuwe Kamer binnen 3 maanden na het ontbindingsbesluit moet samenkomen. De gehele verkiezingsprocedure, inclusief registratie nieuwe partijnamen, kandidaatstelling, stemming, vaststelling uitslag en geloofsbrievenonderzoek, moet dus binnen deze periode worden afgerond.
In de volgende gevallen wordt besloten tot kamerontbinding:
1. wanneer bij het overlijden van de Koning een opvolger ontbreekt (artikel 30 lid 2 Grondwet)
2. na aanvaarding van een voorstel tot wijziging van de grondwet in eerste lezing (artikel 137 lid 3 Grondwet). Tot 1995 was ook de ontbinding van de Eerste Kamer in dit geval vereist. Er vinden dan verkiezingen plaats, waarna het parlement in de nieuwe samenstelling nog eens over de Grondswetswijziging beslist.
3. wanneer het kabinet niet langer het vertrouwen geniet van de Tweede Kamer en/of Eerste Kamer en zijn ontslag indient bij de Koning. Het verzoek wordt gewoonlijk in beraad gehouden, met opdracht aan de regering het nodige te doen totdat er een nieuw kabinet is. Het ontslag wordt verleend bij installatie van een nieuwe regering.
4. wanneer een conflict in de boezem van het kabinet (of binnen de coalitie als geheel) slechts kan worden beslecht door het kiezen van een nieuwe Tweede Kamer en het formeren van een nieuw kabinet op basis van de nieuw gekozen kamer.

De situaties 1 en 2 worden beschreven in de Grondwet. Situaties 3 en 4 vloeien voort uit regels van ongeschreven staatsrecht die gebaseerd zijn op de beginselen van het parlementaire stelsel uit de Grondwet, samengevat als de vertrouwensregel. Met het besluit tot kamerontbinding ten behoeve van (grondwetswijziging) wordt tegenwoordig gewacht tot de nieuwe verkiezingen aan het einde van een vierjarige zittingsperiode van de Kamer.
Het besluit tot kamerontbinding vindt pas uitvoering op het moment dat de nieuwe kamer gekozen is. Binnen 40 dagen moet het besluit tot kamerontbinding gevolgd worden door het uitschrijven van nieuwe verkiezingen voor de betreffende Kamer.

### Geschiedenis
Het recht tot kamerontbinding werd in de Grondwet van 1848 aan de koning gegeven. Het besluit waardoor die ontbinding wordt uitgesproken, houdt tevens de last in tot het verkiezen van nieuwe Kamers binnen veertig dagen. De ministers kregen de toen eveneens ingevoerde politieke ministeriële verantwoordelijkheid: enerzijds kon op die manier de Tweede Kamer de ministers ter verantwoording roepen, anderzijds konden de ministers bij een meningsverschil met de Tweede Kamer, besluiten de kamer te ontbinden en aldus de kiezers om een oordeel vragen.
Bij de Grondwetswijziging van 1983 bleef het recht tot ontbinding bij de koning, gekozen werd nu echter voor de formulering bij koninklijk besluit, om duidelijker te maken dat het om een besluit gaat waarvoor de minister verantwoordelijkheid draagt (contraseign).

### Ontbinding van de Eerste Kamer
Tot 1995 bepaalde de grondwet dat de Eerste Kamer in geval van een grondwetsherziening net als de Tweede Kamer moest worden ontbonden. Door de invoering in 1983 van de gelijktijdige verkiezing van alle leden van de Eerste Kamer door Provinciale Staten (en sinds 2019 tevens door de kiescolleges voor de Eerste Kamer) heeft ontbinding van de Eerste Kamer doorgaans geen zin meer en is deze verplichting geschrapt. Vervroegde ontbinding heeft sinds 1987 niet meer plaatsgevonden

## Frankrijk
In de huidige Vijfde Republiek kan de president van Frankrijk onder art. 12 van de Grondwet, na overleg met de eerste minister en de parlementsvoorzitters, overgaan tot ontbinding (dissolution) van de Assemblée Nationale. De Senaat kan niet ontbonden worden.
In de Vijfde Republiek (1958-heden) is dit dusver zesmaal voorgekomen:
- 1962 en 1968 onder Charles de Gaulle;
- 1981 en 1988 onder François Mitterrand;
- 1997 onder Jacques Chirac;
- 2024 onder Emmanuel Macron.